# Fragmentul Todorescu

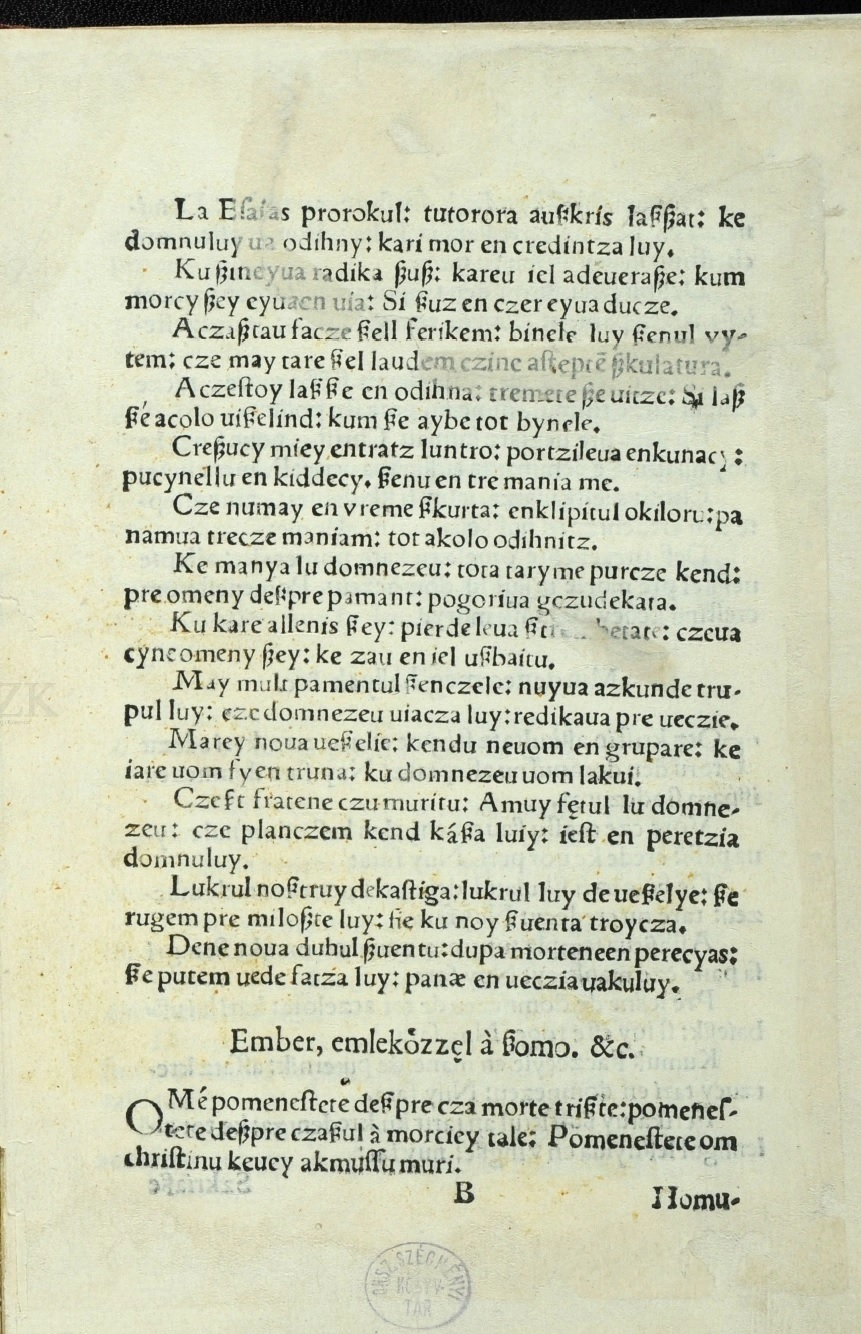
Fragmentul Todorescu, cel mai vechi text în limba română cu alfabet latin (Cluj, circa 1570)

Fragmentul Todorescu este denumirea dată celui mai vechi text în limba română, tipărit cu caractere latine, care s-a păstrat; este o Carte de cântece (1570-1573) ce conține o culegere de 10 imnuri calvine, traduse dintr-un original maghiar mult mai vechi.
Textul are patru file în total și a fost descoperit în ziua de 7 februarie 1911 de Hiador Sztripszky, angajat la Muzeul Național din Budapesta, într-un anticariat din capitala Ungariei. Mica culegere de cântece, împreună cu alte fragmente tipografice, fusese folosită ca material de umplutură la legarea volumului Diodori Siculi scriptoris graeci libri duo de Philippo et de Alexandro. Utrumque latinitate donavit Angelus Cospus Borroniensis, Viennae Pannoniae, 1516.

După Carlo Tagliavini însă, textul, din cauza formatului extrem de redus (numai patru file), este probabil doar o probă tipografică destinată unei subscrieri și imnurile conținute în el provin din mai multe cărți religioase maghiare.
După descoperire, toate textele au fost achiziționate de bibliofilul român Iuliu Todorescu, iar din acest motiv și astăzi culegerea de cântece este cunoscută sub denumirea de "Fragmentul Todorescu".
Imediat după descoperire, textul a fost editat de Hiador Sztripszky și de filologul român Gh. Alexics în volumul Szegedi Gergely énekeskönyve XVI századbeli román.
Pasajul în limba italiană este publicat de Claudiu Isopescu – Notizie intorno ai romeni nella letteratura geografica italiana del Cinquecento, în „Bulletin de la Section Historique" XVI, 1929, p. 15. Toată relatarea călătoriei este tradusă în românește în Călători străini despre țările române, I, volum îngrijit de Maria Holban, București, EȘE, 1968, p. 321-340. 
Actualmente textul este păstrat în Biblioteca Națională "Széchényi" din Budapesta.